# Hiroto Yamamura
Hiroto Yamamura (jap. 山村 博土 Yamamura Hiroto; ur. 12 lipca 1974) – japoński piłkarz występujący na pozycji napastnika.

## Kariera klubowa
Od 1993 do 1996 roku występował w klubie Gamba Osaka.